# Flamme
En flamme (fra latin: flamma) er et lysende synligt resultat af en exoterm kemisk reaktion, eksempelvis forbrænding af en gas, hvor der udvikles ild.

## Mekanisme
En flammes farve og temperatur afhænger af hvilken type brændstof, der benyttes ved forbrændingen, som f.eks. når en lighter holdes mod et stearinlys. Den tilførte varme får molekylerne i paraffinets væge til at fordampe. I denne tilstand kan molekylerne let reagere med ilten i luften, hvilket afgiver tilstrækkelig varme i den efterfølgende exoterme reaktion til at fordampe yderligere brændstof, og derved opretholde en jævn flamme. Den høje flammetemperatur nedbryder de fordampende molekyler, der skaber forskellige ufærdige forbrændingsprodukter og frie radikaler, og disse rester reagerer derefter med oxidanten, der er involveret i reaktionen. Er der tilstrækkelig energi i flammen, vil det påvirke elektronene i de uforbrændte stoffer, (eksempelvis CH og C2) hvilket fører til en emission af synligt lys. Når forbrændingstemperaturen i en flamme stiger, vil også den gennemsnitlige energi i den elektromagnetiske stråling, der skabes af flammen blive forøget.
Udover ilt (oxygen) findes der andre oxidanter, der kan frembringe en flamme. Brændende hydrogen i klor skaber en flamme, og i processen emitteres det gasagtige hydrogenklorid (HCl) som forbrændingsprodukt. En anden af mange mulige kemiske kombinationer er hydrazin og nitrogentetraoxid, der er hypergolsk og ofte anvendt i raketmotorer.
Den kemiske kinetik, der opstår i flammen er meget kompleks og involverer normalt et stort antal kemiske reaktioner og mellemliggende stoffer, hvoraf størstedelen er radikaler. Eksempelvis anvender det velkendte skema for kemisk kinetik, GRI-Mech , i alt 53 stoffer og 325 elementære reaktioner til at beskrive forbrænding af naturgas.
Det findes forskellige metoder til at distribuere de nødvendige forbrændingskomponenter i en flamme. I en diffussionsflamme blandes oxygen og brændstof med hinanden, og en flamme opstår, når de to komponenter mødes og reagerer. I en forblandet flamme blandes oxygen og brændstof på forhånd, hvilket resulterer i en anderledes flammetype. Flammer fra stearinlys (en diffusionsflamme) drives ved en fordampning af brændstoffet, som stiger i en laminær strøm af varm gas, som derefter blander sig med omgivelsernes oxygen og forbrænder.

## Flammens farve
Flammens farve afhænger af flere faktorer, de væsentligste er typisk sortlegeme-strålingen og oxygentilførelsen. I den mest almindelige flammetype, flammer af hydrocarbon, er oxygentilførslen og forbrændingsraten de væsentligste faktorer.
En bunsenbrænder vil under laboratorieforhold og normal tyngdekraft med et lukket luftindtag brænde med en gul flamme med højeste temperatur på omkring 2.000 K (1.700 °C). Den gule farve skyldes gløder fra små sodpartikler, der opstår i flammen. Når der åbnes for lufttilførslen, vil den opstå færre sodpartikler. Når der tilføres tilstrækkelig mængde luft, opstår ikke sod, og flammen bliver blå. (Det mest af den blå farve har været der hele tiden, men er blevet overskygget af den kraftige gule stråling.) Spektret af den forblandede (komplet forbrænding) butan-flamme til højre i billedet viser, at den blå farve opstår specifikt grundet molekylære radikaler i flammen, der udsender sit lys i spektret godt under ≈565 nanometer i det blå og grønne område af det synlige spektrum.
De koldere dele af en flamme med ikke-komplet forbrænding vil være rød gående over mod orange, gul og hvid som temperaturen stiger. Jo tættere flammen er på hvid, jo højere vil temperaturen være. Der opstår alene en blå flamme, når mængden af sod formindskes og emissionen af blåt lys fra de radikale molekyler bliver dominerende; dog kan der i bunden af et stearinlys' flamme ofte ses blåt lys, hvilket skyldes, at koncentrationen af sod på dette sted i flammen er mindre end længere oppe i flammen.
Der kan opnås bestemte farver i flammen ved at afbrænde bestemte stoffer i flammen. Dette udnyttes i kemisk analyse, hvor en flammetest kan bestemme tilstedeværelsen af visse metalioner. I pyroteknik kan tilsætning af bestemte stoffer give forskellige farver til fyrværkeri.

## Temperatur
Flammens temperatur er afhængig af mange faktorer. Temperaturen har ikke alene sammenhæng med flammens farve, da sortlegeme-strålingen ikke er den eneste faktor, der bestemmer flammens farve. Som andre faktorer indgår bl.a. brændstoffets sammensætning, det atmosfæriske tryk, andelen af ilt i luften, i hvilket omfang flammen afgiver temperatur til den omgivende luft og forbrændingens hastighed.

### Almindelige flammetemperaturer
Nedenstående angiver sædvanlige temperaturer for flammer af forskelligt materiale:
| Forbrændt materiale | Flammetemperatur                                         |
| ------------------- | -------------------------------------------------------- |
| Kul                 | 750–1.200 °C                                             |
| Metan (naturgas)    | 900–1,500 °C                                             |
| Bunsenbrænderflamme | 900–1.600 °C (afhængig af lufttilførsel)                 |
| Stearinlys          | ≈1.100 °C, kan dog også brænde med op til 1.300–1.400 °C |
| Benzin              | 1,026 °C                                                 |
| Propan blæselampe   | 1.200–1.700 °C                                           |
| Magnesium           | 1.900–2.300 °C                                           |
| Acetylen blæselampe | Op til ≈2.300 °C                                         |

### Højeste og laveste temperatur
Dicyanoacetylen, en forbindelse af kulstof og kvælstof (C4N2) brænder med ilt med en lys blå-hvid flamme med en temperatur på 5.260 K (4.990 °C) og op til 6.000 K (5.730 °C) i ozon. Den høje temperatur skyldes bl.a., at der ikke er hydrogen i brændstoffet (dicyanoacetylen er ikke en kulbrinte), hvorfor der ikke dannes vand ved forbrændingen.
Cyanogen med den kemiske formel CN2 giver den næstvarmeste kendte naturlige flamme med en temperatur på over 4.800 K (4.530 °C), når det brænder med ilt.
Med temperaturer helt ned til 120 °C (393 K) kan visse fordampede brændstoffer reagere kemisk med svage flammer, såkaldte kolde flammer. Fænomenet blev opdaget af Humphry Davy i 1817. Processen afhænger af en nøje balance mellem temperatur og koncentration af brændstoffet, og under de rette omstændigheder, kan processen gå i gang ved selvantænding.

## Flammer i vægtløs tilstand
NASA bekræftede med eksperimenter i 2000, at tyngdekraften spiller en indirekte rolle i dannelsen af flammer og flammernes sammensætning. Under normale forholde på Jorden får en flamme sin form som følge af, at soden har en tendens til at bevæge sig mod flammens top, hvor flammen i eksempelvis et stearinlys vil blive gul. I vægtløs tilstand (eller tæt på vægtløs tilstand) er der ikke samme strømning i flammen, der derfor bliver kugleformet, men en tendens til at blive blålig.